# Hiperbórea

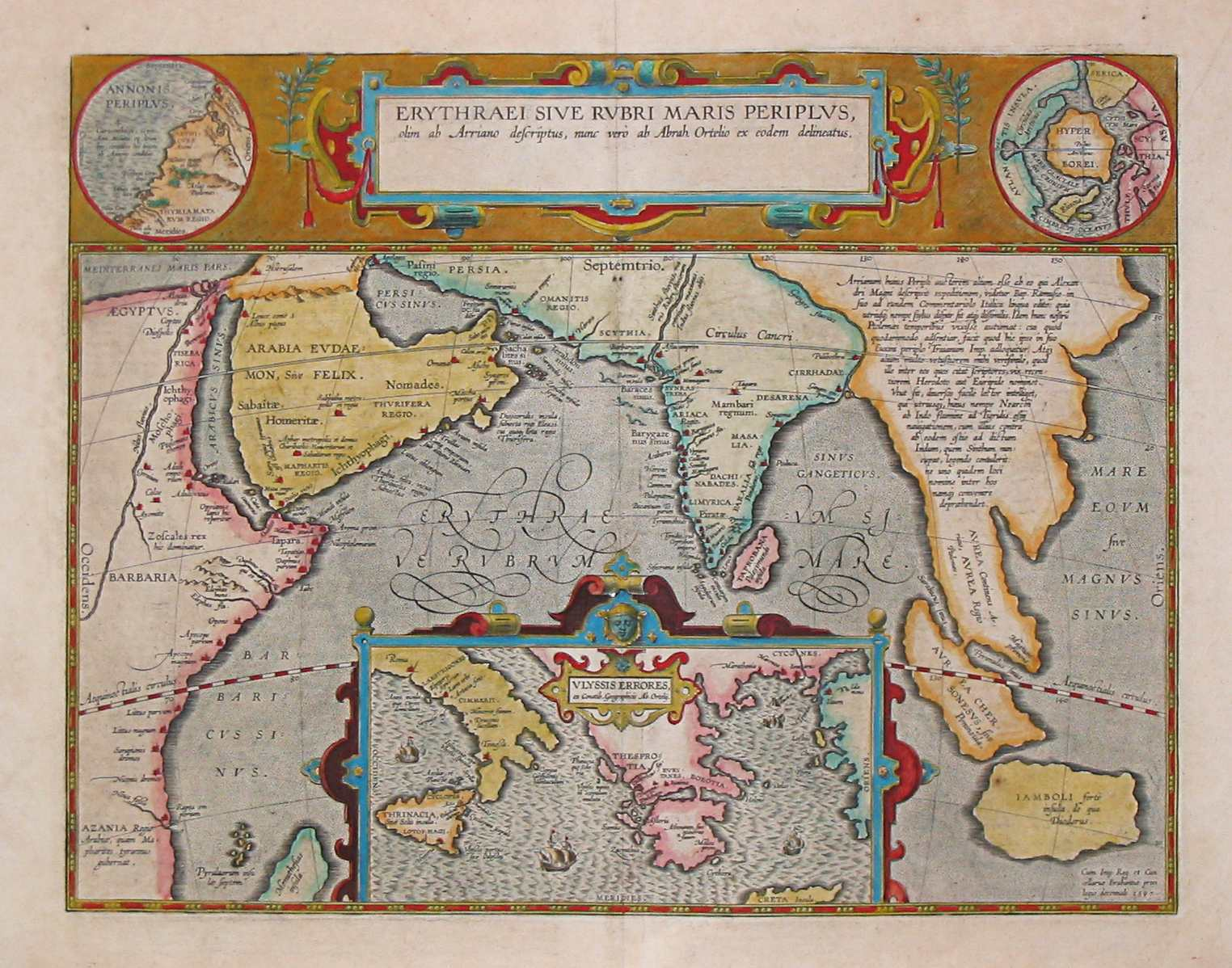
Mapa de Abraham Ortelius, Ámsterdam, 1597: en la esquina superior derecha dice Hyper Borei y muestra un continente que ocupa toda el área polar.

En la mitología griega, Hiperbórea era una región situada en las tierras septentrionales aún desconocidas, al norte de Tracia. Su nombre (del griego: (Υπερ βορεία) Hyper Boreia ‘más allá del norte’) deriva precisamente de que se creía que el dios-viento Bóreas habitaba en Tracia, y los hiperbóreos, sus hijos, lo harían más al norte de este reino, en el país de Hiperbórea.
Temisto era la hija del rey hiperbóreo Zabio y madre de Galeotes por Apolo. Galeotes es el antepasado de una estirpe de adivinos sicilianos.